# Nuoto ai Giochi della XI Olimpiade - Staffetta 4x100 metri stile libero femminile
La competizione della staffetta 4x100 metri stile libero femminile di nuoto dei Giochi della XI Olimpiade si è svolta i giorni 12 e 14 agosto 1936 al Berlin Olympic Swim Stadium

## Risultati

### Batterie
12 agosto 1936 ore 11:20
Le prime tre di ogni serie più la migliore delle escluse furono ammesse alle semifinali.
| Pos. | Nazione       | Atleti                                                        | Tempo  |
| ---- | ------------- | ------------------------------------------------------------- | ------ |
| 1    | Stati Uniti   | Bernice Lapp Mavis Freeman Olive McKean Elizabeth Ryan        | 4'47"1 |
| 2    | Gran Bretagna | Margaret Jeffrey Zilpha Grant Edna Hughes Olive Wadham        | 4'47"2 |
| 3    | Canada        | Mary McConkey Irene Pirie Margaret Stone Phyllis Dewar        | 4'49"7 |
| 4    | Ungheria      | Ilona Ács Ágnes Bíró Vera Harsányi Magda Lenkei               | 4'50"6 |
| 5    | Austria       | Herbert Hnatek Franz Seltenheim Edmund Pader Günther Zobernig | 5'16"6 |

| Pos. | Nazione     | Atleti                                                        | Tempo  |
| ---- | ----------- | ------------------------------------------------------------- | ------ |
| 1    | Paesi Bassi | Johanna Selbach Tini Wagner Willy den Ouden Rie Mastenbroek   | 4'38"1 |
| 2    | Germania    | Ruth Halbsguth Leni Lohmar Gisela Arendt Ursula Pollack       | 4'40"5 |
| 3    | Danimarca   | Ragnhild Hveger Tove Bruunstrøm Elvi Svendsen Eva Arndt-Riise | 4'46"2 |
| 4    | Giappone    | Tsuneko Furuta Kazue Kojima Hatsuko Morioka Rei Takemura      | 4'58"1 |

### Finale
14 agosto 1936 ore 16:45
| Pos.    | Nazione       | Atleti                                                        | Tempo  |
| ------- | ------------- | ------------------------------------------------------------- | ------ |
| Oro     | Paesi Bassi   | Johanna Selbach Tini Wagner Willy den Ouden Rie Mastenbroek   | 4'36"0 |
| Argento | Germania      | Ruth Halbsguth Leni Lohmar Ingeborg Schmitz Gisela Arendt     | 4'36"8 |
| Bronzo  | Stati Uniti   | Katherine Rawls Bernice Lapp Mavis Freeman Olive McKean       | 4'40"2 |
| 4       | Ungheria      | Ilona Ács Ágnes Bíró Vera Harsányi Magda Lenkei               | 4'48"0 |
| 4       | Canada        | Mary McConkey Irene Pirie Margaret Stone Phyllis Dewar        | 4'48"0 |
| 6       | Gran Bretagna | Margaret Jeffrey Zilpha Grant Edna Hughes Olive Wadham        | 4'51"0 |
| 7       | Danimarca     | Ragnhild Hveger Tove Bruunstrøm Elvi Svendsen Eva Arndt-Riise | 4'51"4 |